# 문제아들이 이세계에서 온다는 모양인데요?
《문제아들이 이세계에서 온다는 모양인데요?》(問題児たちが異世界から来るそうですよ? 몬다이지타치가 이세카이카라 쿠루소데스요?[*])는 일본의 작가 타츠노코 타로가 쓰고 아마노 유우가 삽화를 담당한 라이트 노벨로, 가도카와 스니커 문고(가도카와 쇼텐)에서 발매되었다. 대한민국에서는 학산문화사의 익스트림 노벨로 발매되고 있다. TV 애니메이션의 경우 2013년 1월 11일부터 3월 15일까지 10화 분량으로 방영되었다. 2015년 4월 1일 현지에서 발매되는 12권을 끝으로 스토리상 1부는 종결되었다. 일러스트레이터가 아마노 유우에서 모모코로 변경되었다.

## 등장인물
사카마키 이자요이(逆廻 十六夜)
성우: 아사누마 신타로
흑토끼(黒ウサギ)
성우노미즈 이오리
마왕습격 이후 망해가는 노 네임을 구하기 위해 어떤 기프트 게임을 클리어하고 세 문제아들을 모형정원의 세계로 불러들인 인물. 약 200세이다.
제석천(帝釈天)의 권속이며 '모형 정원의 귀족'인 달토끼의 후예, 완력은 확실치 않으나 스피드는 그 먼치킨 이자요이와 호각인 신체능력을 가진데다 2권에서 페스트에게 괴물 소릴들을 정도의 기프트를 가지는 경우도 있다.

쿠도 아스카(久遠 飛鳥)
성우: 브리드컷 세라 에미
카스카베 요우(春日部 耀)
성우: 나카지마 메구미
진 러셀
11세. 마왕에게 모든걸 잃어버렸다 현재 노 네임의 리더. 본래는 커뮤니티의 금고지기의 아들로 처음에는 별 볼일 없는 리더였으나, 이자요이의 책략으로 타도 마왕을 목표로 하는 커뮤니티의 리더로서 이름을 퍼트리게 된다. 이후, 이자요이의 안내겸 따라간 "노 네임" 지하서고에서 여러 지식을 습득하고, 「화룡탄생제」에서 마왕의 기프트게임에서 리더다운 역할을 해낸다. 샐러맨드라의 산드라와는 이전부터 아는 사이이다.
리리
레티시아 드라쿨레아
성우:타츠미 유이코 / 칼리 모저
'모형정원의 기사'라 불리었던 순수혈통 뱀파이어이다. 과거 별명은 마왕 드라큘라(꼬챙이의 마왕)로 아마 이 마왕 드라큘라의 패러디인 듯하다. 주최자 권한이 폭주하여 따로 봉인되었지만 이후로도 마왕으로 자칭할만한 실력은 남아있었다. 허나 현재는 신격을 잃고 남은 힘은 과거의 10분의 1 도 되지 않는다. 기프트카드는 금색, 붉은색, 흑색으로 채색되어있다. 평소엔 리본의 힘으로 로리 모습을 하고 있으며 조용한 성격이나 본래는 성인 여성의 모습을 하고 있으며 화나면 무서워진다.
백야차
페스트

## 단행본 목록

### 소설
1. ↑  삽화가가 아마노 유우에서 모모코로 변경되었다.